# HD 134987 c
HD 134987 c, également désignée 23 Librae c, est une exoplanète orbitant autour de l'étoile 23 Librae découverte en 2009.